# La pietra parlante
La pietra parlante (The Talking Stone) è un racconto giallo di fantascienza di Isaac Asimov pubblicato per la prima volta nel 1955 nel numero di ottobre della rivista Magazine of Fantasy and Science Fiction. Successivamente è stato incluso nell'antologia Misteri. I racconti gialli di Isaac Asimov (Asimov's Mysteries) del 1968.
È stato pubblicato varie volte in italiano a partire dal 1975, anche col titolo Pietra parlante.
La pietra parlante è la seconda storia di Asimov con il personaggio dello scienziato-investigatore Wendell Urth.

## Trama
Larry Verdansky, un tecnico riparatore assegnato da solo alla Stazione Cinque, si interessa ai siliconi, le forme di vita a base di silicio scoperte su alcuni asteroidi. Queste creature normalmente arrivano fino alla statura di due pollici assorbendo raggi gamma da minerali radioattivi. Alcuni di essi sono telepatici.
Quando la nave cargo Robert Q si avvicina alla stazione con un silicone gigante del diametro di un piede, Verdansky ne deduce che l'equipaggio della nave deve aver trovato una sorgente di uranio incredibilmente ricca. Verdansky contatta le autorità, ma prima che una pattuglia possa raggiungerla, la Robert Q viene colpita da una meteora che uccide i tre membri dell'equipaggio e ferisce a morte il silicone. Prima di morire, il silicone rivela che le coordinate del suo luogo d'origine sono scritte "sull'asteroide".
Wendell Urth riesce a decifrare il messaggio lasciato dal silicone, basandosi sulla definizione di asteroide (un piccolo corpo orbitante attorno al Sole).